# Adjacoutié
Adjacoutié est un village du peuple Alladjan, situé dans la sous-préfecture de Jacqueville.

## Géographie
Le village d'Adjacoutié est situé au Sud de la Côte d'Ivoire en bordure de l'océan Atlantique. Il fait partie des vingt-trois villages communaux de la sous-préfecture de Jacqueville. Il est rattaché administrativement au département de Jacqueville, dans la région des Grands-Ponts, dans le district des Lagunes,. Il a été dénombré 400 habitants dans ce village après le recensement général de la population de l'habitat en 2014. Ce recensement a été conduit par l'Institut national de la statistique.